# Habenaria uncata
Habenaria uncata là một loài thực vật có hoa trong họ Lan. Loài này được R.Jiménez, L.Sánchez & García-Cruz mô tả khoa học đầu tiên năm 2002.